# Don Ellis
Don Ellis (25. července 1934 Los Angeles – 17. prosince 1978 Hollywood) byl americký jazzový trumpetista, bubeník a hudební skladatel. V polovině padesátých let hrál v armádní skupině, ve které s ním hráli například Cedar Walton a Eddie Harris. Po návratu z armády koncertoval s Charlie Barnetem a později Maynardem Fergusonem. Své první album jako leader nazvané How Time Passes vyšlo v roce 1960 na značce Candid Records. Během své kariéry spolupracoval i s dalšími hudebníky, mezi které patří Charles Mingus, Frank Zappa, George Russell nebo Eric Dolphy.

## Diskografie
- New Sounds for the '60s [nevydáno] (Enrica, 1960)
- How Time Passes (Candid, 1960)
- Out of Nowhere (Candid, 1961 [1988])
- New Ideas (New Jazz, 1961)
- Essence (Pacific Jazz, 1962)
- Jazz Jamboree 1962 (Muza, 1962)
- Don Ellis Orchestra 'Live' at Monterey! (Pacific Jazz, 1966)
- Live in 3⅔/4 Time (Pacific Jazz, 1966)
- Electric Bath (Columbia, 1967)
- Shock Treatment (Columbia, 1968)
- Autumn (Columbia, 1969)
- The New Don Ellis Band Goes Underground (Columbia, 1969)
- Don Ellis at Fillmore (Columbia, 1970) nahráno při vystoupení ve Fillmore West (San Francisco)
- Tears of Joy (Columbia, 1971) nahráno při vystoupení v Basin Street West (San Francisco)
- Connection (Columbia, 1972)
- Soaring (MPS, 1973)
- Haiku (MPS, 1974)
- Music from Other Galaxies and Planets (Atlantic, 1977)
- Don Ellis Live at Montreux (Atlantic, 1978)
- Pieces of Eight: Live at UCLA (Wounded Bird, nahr. 1967, vydáno 2005)
- Live in India (Sleepynightrecords, 2010) The Lost Tapes of a Musical Legend, Vol. 1
- Electric Heart Special Edition DVD (Sights & Sounds Films / Sleepynightrecords, 2009)

### Filmové soundtracky
- Moon Zero Two (1969)
- The French Connection (1971)
- Kansas City Bomber (1972)
- The Seven-Ups (1973)
- French Connection II (1975)
- The Deadly Tower (1975)
- Ruby (1977)
- Ransom (Assault on Paradise) (1977)
- Natural Enemies (1979)

### Jako sideman
S Maynardem Fergusonem
- Maynard Ferguson Plays Jazz for Dancing (Roulette, 1959)
- Newport Suite (Roulette, 1960)
- Maynard '64 (Roulette 1959-62 [1963])

S Charlesem Mingusem
- Mingus Dynasty (Columbia, 1959)

S Georgem Russellem
- George Russell Sextet in K.C. (Decca, 1961)
- The Stratus Seekers (Riverside, 1961)
- The Outer View (Riverside, 1962)

S Frankem Zappou
- Absolutely Free (Verve, 1967)

Různí umělci
- The Atlantic Family Live at Montreux (Atlantic, 1977)